# آتاخال
آتاخال (به لاتین: Ataxal) یک منطقه مسکونی در جمهوری آذربایجان است که در شهرستان گدابیگ واقع شده‌است.